# Петровы (деревня)
Петровы — опустевшая деревня в Слободском районе Кировской области в составе Денисовского сельского поселения.

## География
Находится на расстоянии примерно 19 км на северо-запад от районного центра города Слободской.

## История
Была известна с 1678 года как починок Стенки Кудрявцева с 4 дворами. В 1764 году учтено было 78 жителей. В 1873 году учтено здесь (деревня Степана Кудрявцева или Петровцы)  было  дворов 13 и жителей 73, в 1905 19 и 138, в 1926 16 и 71, в 1950 8 и 22, в 1989 оставалось 3 жителя. Нынешнее название окончательно утвердилось с 1939 года. 

## Население
Постоянное население не было учтено как в 2002 году, так и в 2010.